# Cruz Azul Jasso
El Cruz Azul Jasso fue un equipo de fútbol profesional mexicano que jugó en la Segunda y Tercera División de México. Disputaba sus encuentros como local en el Estadio 10 de diciembre, dentro de la Ciudad Cooperativa Cruz Azul en Hidalgo y era equipo filial del Deportivo Cruz Azul Fútbol Club.

## Historia
Este equipo filial comenzó a participar en el torneo Apertura 2006 en la Segunda División Zona Bajío, bajo el nombre de Cruz Azul Hidalgo. Modificó su nombre a Cruz Azul Jasso debido al cambio de sede del ya extinto Cruz Azul Oaxaca hacia la entidad hidalguense, quien ocupó el nombre de Cruz Azul Hidalgo. Cruz Azul Jasso fue campeón de la Segunda División en el torneo Clausura 2007. Para el Apertura 2014, el club volvió a tener el nombre de Cruz Azul Hidalgo, debido a que la franquicia de Ascenso MX fue vendida a Zacatepec. Sin embargo, el Cruz Azul Dublán de la Tercera División cambió su nombre a Cruz Azul Jasso. En tercera el equipo solo estuvo durante la temporada 2014-15 y entonces la franquicia fue transformada en Cruz Azul Premier para que participara de nueva cuenta en la Segunda División.

## Estadio
El Estadio 10 de diciembre fue construido para albergar al Deportivo Cruz Azul hasta que este se mudó a la Ciudad de México, dejándolo sin algún equipo, el estadio tiene capacidad para 17,000 personas cómodamente sentadas y cuenta con sombra. Actualmente es sede de pruebas del equipo de Primera División.

## Palmarés

### Torneos nacionales
- Segunda División de México (1): Clausura 2007
- Copa de la Liga Premier de Ascenso (1): Apertura 2013.
- Campeón de Campeones de la Liga Premier de Ascenso (1): 2013-14.

## Año por Año
| Temporada     | División           | Notas                                                   |
| ------------- | ------------------ | ------------------------------------------------------- |
| Apertura 2006 | 3.Segunda LPA      | Grupo II                                                |
| Clausura 2007 | 3.Segunda LPA      | Grupo II(Campeón)                                       |
| Apertura 2007 | 3.Segunda LPA      | Grupo II                                                |
| Clausura 2008 | 3.Segunda LPA      | Grupo II                                                |
| Apertura 2008 | 3.Segunda LPA      | Grupo II                                                |
| Clausura 2009 | 3.Segunda LPA      | Grupo II                                                |
| Apertura 2009 | 3.Segunda LPA      | Grupo II                                                |
| Clausura 2010 | 3.Segunda LPA      | Grupo II                                                |
| Apertura 2010 | 3.Segunda LPA      | Grupo II                                                |
| Clausura 2011 | 3.Segunda LPA      | Grupo II                                                |
| Apertura 2011 | 3.Segunda LPA      | Grupo II                                                |
| Clausura 2012 | 3.Segunda LPA      | Grupo II                                                |
| Apertura 2012 | 3.Segunda LPA      | Grupo II                                                |
| Clausura 2013 | 3.Segunda LPA      | 10o.Grupo II 22o.General                                |
| Apertura 2013 | 3.Segunda LPA      | 5o.Grupo II 12o.General (Campeón Copa)                  |
| Clausura 2014 | 3.Segunda LPA      | 1o.Grupo II 5o.General (Semifinal) (Pasa a ser Hidalgo) |
| 2014-2015     | 5.Tercera División | (Ex Dublan) 1o.Grupo VII (Final)                        |